# Чонг, Хлоя
Хлоя Чонг (род. 27 марта 2007) — британская автогонщица. В настоящее время выступает в Академии F1 за команду Prema Racing.

## Карьера

### Картинг
Хлоя Чонг начала заниматься картингом в 2013 году. Она дебютировала на международном уровне в Rotax Max Euro Trophy и в женском кубке IAME во Франции в 2021 году.

### Академия F1
15 марта 2023 года было объявлено, что Хлоя Чонг будет соревноваться в Академии F1 за Prema Racing.

## Результаты выступлений
| Легенда к таблице |                                                                       |
| --- | --------------------------------------------------------------------- |
| В таблице перечислены результаты всех гонок, в которых принимала участие гонщица. Строками таблицы являются сезоны, столбцами — этапы серии. В каждой клетке указаны сокращённое название этапа и результат, дополнительно обозначенный цветом. Расшифровка обозначений и цветов представлена в нижеследующей таблице. |                                                                       |
| \| Пример \| Описание \| \| ------------ \| --------------------------------------------------------------------- \| \| 1 \| Победительница \| \| 2 \| Второе место \| \| 3 \| Третье место \| \| 5 \| Финишировала, заработав очки \| \| Сход \| Не финишировала, но при этом заработала очки \| \| 12 \| Финишировала, не получив очков \| \| НКЛ \| Финишировала, но не попала в финальную классификацию \| \| 15 \| Участвовала вне зачёта, либо по отдельной классификации \| \| 18 \| Не финишировала, но попал в финальную классификацию \| \| Сход \| Не финишировала \| \| НКВ \| Не прошла квалификацию \| \| НПКВ \| Не прошла предквалификацию \| \| ДСК \| Дисквалифицирована \| \| ИСК \| Исключена из протокола соревнований \| \| ТТ \| Участвовала только в тренировках \| \| НС \| Участвовала в квалификации, но не стартовала в гонке \| \| Т \| Травмирована или больна \| \| ОТК \| Отказ от участия \| \| НТР \| Прибыла на соревнования, но на трассу не выезжала \| \| НПР \| Была заявлена в числе участников, но не прибыла к началу соревнований \| \| О \| Соревнования отменены \| \| \| Не участвовала \| \| Поул-позиция \| \| \| Быстрый круг \| \| |                                                                       |
| Пример | Описание                                                              |
| 1 | Победительница                                                        |
| 2 | Второе место                                                          |
| 3 | Третье место                                                          |
| 5 | Финишировала, заработав очки                                          |
| Сход | Не финишировала, но при этом заработала очки                          |
| 12 | Финишировала, не получив очков                                        |
| НКЛ | Финишировала, но не попала в финальную классификацию                  |
| 15 | Участвовала вне зачёта, либо по отдельной классификации               |
| 18 | Не финишировала, но попал в финальную классификацию                   |
| Сход | Не финишировала                                                       |
| НКВ | Не прошла квалификацию                                                |
| НПКВ | Не прошла предквалификацию                                            |
| ДСК | Дисквалифицирована                                                    |
| ИСК | Исключена из протокола соревнований                                   |
| ТТ | Участвовала только в тренировках                                      |
| НС | Участвовала в квалификации, но не стартовала в гонке                  |
| Т | Травмирована или больна                                               |
| ОТК | Отказ от участия                                                      |
| НТР | Прибыла на соревнования, но на трассу не выезжала                     |
| НПР | Была заявлена в числе участников, но не прибыла к началу соревнований |
| О | Соревнования отменены                                                 |
| | Не участвовала                                                        |
| Поул-позиция |                                                                       |
| Быстрый круг |                                                                       |

### Сводная таблица
| Сезон | Серия                   | Команда            | Старты | Победы | Поулы | БК | Подиумы | Очки | Место |
| ----- | ----------------------- | ------------------ | ------ | ------ | ----- | -- | ------- | ---- | ----- |
| 2023  | Академия F1             | Prema Racing       | 21     | 0      | 0     | 1  | 0       | 25   | 14    |
| 2023  | Индийская гоночная лига | Speed Demons Delhi | 2      | 0      | 0     | 0  | 0       | 25   | 11    |
| 2024  | Британская Формула-4    | JHR Developments   | 30     | 0      | 0     | 0  | 0       | 16   | 24    |
| 2025  | Академия F1             | Rodin Motorsport   | 3      | 0      | 0     | 0  | 0       | 0 ●  | 13 ●  |

● Сезон продолжается.

### Результаты выступлений в Академии F1
| Год        | Команда          | Шасси          | Двигатель                      | 1     | 1     | 1       | 2       | 2    | 2     | 3     | 3     | 3     | 4     | 4     | 4     | 5     | 5    | 5     | 6     | 6     | 6     | 7    | 7    | 7    | Место | Очки |
| 2023       | Prema Racing     | Tatuus F4-T421 | Autotecnica Motori 1.4 FT-J 4T | ШПИ   | ШПИ   | ШПИ     | ВАЛ     | ВАЛ  | ВАЛ   | БАР   | БАР   | БАР   | ЗАН   | ЗАН   | ЗАН   | МОН   | МОН  | МОН   | ЛЕК   | ЛЕК   | ЛЕК   | АМЕ  | АМЕ  | АМЕ  | 14    | 25   |
| ---------- | ---------------- | -------------- | ------------------------------ | ----- | ----- | ------- | ------- | ---- | ----- | ----- | ----- | ----- | ----- | ----- | ----- | ----- | ---- | ----- | ----- | ----- | ----- | ---- | ---- | ---- | ----- | ---- |
| 2023       | Prema Racing     | Tatuus F4-T421 | Autotecnica Motori 1.4 FT-J 4T | Г1 6  | Г2 14 | Г3 11   | Г1 Сход | Г2 6 | Г3 14 | Г1 12 | Г2 15 | Г3 16 | Г1 14 | Г2 11 | Г3 11 | Г1 11 | Г2 9 | Г3 12 | Г1 12 | Г2 14 | Г3 10 | Г1 7 | Г2 6 | Г3 8 | 14    | 25   |
|            |                  |                |                                | 1     | 1     | 2       | 2       | 3    | 3     | 4     | 4     | 5     | 5     | 6     | 6     | 7     | 7    |       |       |       |       |      |      |      |       |      |
| 2025       | Rodin Motorsport | Tatuus F4-T421 | Autotecnica Motori 1.4 FT-J 4T | ШАН   | ШАН   | ДЖИ     | ДЖИ     | МАЙ  | МАЙ   | МОН   | МОН   | ЗАН   | ЗАН   | СИН   | СИН   | ЛАС   | ЛАС  |       |       |       |       |      |      |      | 13 ●  | 0 ●  |
| 2025       | Rodin Motorsport | Tatuus F4-T421 | Autotecnica Motori 1.4 FT-J 4T | Г1 10 | Г2 11 | Г1 Сход | Г2      | Г1   | Г2    | Г1    | Г2    | Г1    | Г2    | Г1    | Г2    | Г1    | Г2   |       |       |       |       |      |      |      | 13 ●  | 0 ●  |
| Источники: |                  |                |                                |       |       |         |         |      |       |       |       |       |       |       |       |       |      |       |       |       |       |      |      |      |       |      |

● Сезон продолжается.

### Комментарии
1. ↑  Командный зачёт, вторым пилотом экипажа был Акаш Гауда[вд].
2. 1 2 3  Не финишировала, но была классифицирована, поскольку преодолела более 90% дистанции гонки.